# Средчани
Средчани, сопствени назив Нашинци, јужнословенска су муслиманска етнорелигијска група која насељава историјску регију Средчка. Представљају једну од три групе исламизованих Словена јужне Метохије, уз Горанце и Подгорце. Процјењује се да има око 7500 Средчана.
Као подетничку групу, Средчане одликују сљедеће карактеристике: одређен компактан ареал, посебна културна и свакодневне обиљежја, свијест о регионалној самобитности и свијет о различитости од других етничких група, присуство јединственог личног назива. Основне особине Средчана (као и блиских Горанаца и Подгораца) јесу њихова припадност исламу, по чему се ова група разликује од православних Срба, и употреба јужнословенског говора, по чему се разликују од муслиманских Албанаца.
Такође, израз „Средчани” се може користити као етнохороним, односно примјењивати се на све становнике Средачке жупе, без обзира на националну припадност — православне Србе, Албанце, Турке итд.

## Ареал и бројност
Средчани, заједно са њима блиским Горанцима и Подгорцима, припадају изворном словенско-муслиманском становништву Косова и Метохије, за разлику од словенско-муслиманских заједница, које су на територију Космета доселиле релативно скоро.
Основни ареал Средчана је Средачка жупа, која се налази на сјеверним падинама Шар планине. Од тринаест села у Жупи, осам је скоро потпуно средчанско (Горње Љубиње, Горње Село, Локвица, Манастирица, Небрегоште, Доње Љубиње, Плањане и Речане). Поред њих, Средчани чине значајан дио становништва у селу Драјчићи, а мањина су у албанском селу Мушниково.
Национални састав средчански села према попису становништва на Косову и Метохији 2011. који су спровеле Привремене институције самоуправе:
| Села         | Национални састав | Национални састав | Национални састав | Национални састав | Национални састав | Национални састав |
| Села         | Албанци           | Срби              | Турци             | Бошњаци           | Други             | Остали            |
| ------------ | ----------------- | ----------------- | ----------------- | ----------------- | ----------------- | ----------------- |
| Горње Љубиње | _                 | _                 | _                 | 1873              | 44                | 1925              |
| Горње Село   | 12                | 9                 | _                 | 268               | 3                 | 292               |
| Драјчићи     | 28                | 26                | _                 | 95                | _                 | 151               |
| Локвица      | 1                 | 5                 | _                 | 330               | _                 | 339               |
| Манастирица  | _                 | _                 | _                 | 1106              | _                 | 1107              |
| Мушниково    | 900               | 47                | _                 | 143               | 4                 | 1133              |
| Небрегоште   | 1                 | _                 | _                 | 577               | _                 | 579               |
| Доње Љубиње  | 5                 | _                 | _                 | 1178              | 17                | 1227              |
| Плањане      | 11                | 4                 | 7                 | 1080              | _                 | 1104              |
| Речане       | 2                 | _                 | 2                 | 944               | 2                 | 951               |

До 1990-их Средчани су се на пописима становништва изјашњавали као Муслимани или Албанци, а сада се изјашњавају као Бошњаци. Према попису становништва у Југославији из 1991, у Средачкој жупи се 8825 људи (75,1%) изјаснило по националној припадности као Муслимани, а као матерњи језик навело српски. према попису становништва на Косову и Метохији 2011. који су спровеле Привремене институције самоуправе, око 7,5 хиљада људи у селима Средачке жупе се изјаснило као Бошњаци. Тешко је утврдити тачан број Средчана, јер се у пописима могу изјашњавати и као Срби, и Турци, и Албанци. То се прије свега односи на Средчане који живе у другим дијеловима Косова и Метохије, а у ужу Србију и друге земљама одлив мјесног становништва из средачких села дешава се константно (врхунац је био на прелазу 1960-их у 1970-е, почетком 1990-их и у периоду послије 1999. године). Осим тога, значај дио становништва Средачке жупе није обухваћен пописом, јер не живи стално у својим селима, док ради у разним земљама западне Европе.
Средчанима који живе у Средачкој жупи су сусједи православни Срби, који говоре истим дијалектом. Због високог наталитета међу муслиманима у протеклих сто година, број Средчана карактериша стални раст, док се број православних Срба стално смањује, укључујући и због миграције у ужу Србију, нарочито послије 1999. године. До данас, српско становништво је готово потпуно напустило Средачку жупу.

## Историја образовања
Огромна већина Средчана су потомци аутохтоног српског становништва овог краја. Очување средњовјековних топонима и микротопонима Средачке жупе указује на континуитет средњовјековног српског и савременог словенско-муслиманског становништва овог краја. Компоненте средчанске етничке групе су и у малом броју Словени досељени у Жупу, и досељеници, вјероватно несловенског поријекла.
Након османског освајања јужнословенских земаља, жељада остану на својој земљи и прилагоде се новим условима живота, приморала је дио хришћанског становништва да прихвати муслиманску вјеру — од средине 15. вијека почиње процес постепене исламизације Словена јужне Метохије. У Средачкој жупи прелазак хришћанских Словена на муслиманску вјеру трајао је дуже него у Подгори, која је исламизована у 18. вијеку, и Гори која је исламизована до 19. вијека. Нпр. породица Вујић из Локвице прешла је на ислам тек почетком 20. вијека. Процес исламизације у Жупи још није завршен — потпуно муслиманска села су постала само планинска села која се налазе ближе граници са Гором и Опољем. Становништво у долини ријеке Бистрице остало је православно (сада је значајан дио православних Срба напустио Средачку жупу).
Прихватањем ислама, Средчани су задржали дио предисламске традиције и обичаја, дијелом везаних за хришћански календар, што их донекле разликује од сусједних муслиманских Албанаца.
Упркос томе што је исламизација омогућила даљу албанизацију, и упркос неким елементима присилне албанизације примјећених кроз историју Косова и Метохије, Средчани су до данас сачували и стабилно задржали своје матичне говоре и не прихватају албанску самосвјест, док се нпр. сусједно словенско становништво у Опољу, послије прихватања ислама, постепено потпуно албанизовала, прихватајући и албански језик. Једино село у Средачкој жупи, у коме су Словени потпуно албанизовали је Стружје, село на граници са Опољем — послије досељавања Албанаца у село у 18. вијеку, Словени су постали етничка мањина, што је допринијело њиховој брзој асимилацији.
Међу Бошњацима на Косову и Метохији све се више шире идеје о богумилској основи Словена муслимана. Постоје верзије о поријекло словенско-муслиманских етничких група кроз словенизација мјесног влашко-аромунског или чак турског становништва.

## Етничка самосвјест
И сами представници Средчана и истраживачи ове етничке групе нема јединствено мишљење о томе да ли су Средчани подетничка група неке велике етничке групе (и ако јесу, које?) или представљају неку врсту засебног етничког идентитета или чак независну етничку групу (често заједно са Горанцима и Подгорцима).
Након што је у Југославији образован такав етнос, као што су Муслимани, и добио званично признање 1963, Средчани су почели себе сматрати дијелом Муслимана због сличности језика и исламске вјероисповијести. Деведесетих већина Муслимана почела се изјашњавати као Бошњаци, а бошњачки етноним усвојили су и Средчани. Конкретно, на попису становништва на Косову и Метохији 2011. које су спровеле Привремене институције самоуправе, Средчани су се изјаснили углавном као Бошњаци. Истовремено, муслимански Словени Косова и Метохије истичу своје разлике од осталих Бошњака, истичујући да припадају посебној „заједници косовских Бошњака” са својим језиком и културом.
За Средчане остаје непромијењена регионална самосвијест, која им се чини најважнијом — Средчани себе називају или „Нашинец” (придјев „нашински”) или „Сречанин” („Жуљанин”), понекад у зависности од мјеста пребивалишта „Љубинец” (из Горњег или Доњег Љубиња), „Небрегоштанин” (из Небрегошта), „Речанец” (из Речана) итд. или једноставно „Ми из Жупе”. Назив „Жупљанин” међу муслиманским дијелом Средачке жупе јавио се послије 1999, искључиво да би разликовао Србе Средчане, са којим је дио муслиманских Средчана живио у мјешовитим селима до 1999. године. Православни Срби су, ипак, однедавно муслиманске Средчане, као и Горанце и Подгорце, почели да називају Торбешима, баш како се назива словенско-муслиманско становништво у западној Сјеверној Македонији. Мали дио Средчана је усвојио овај етноним и понекад га користи у међусобној комуникацији.
Припадност ширем етнотипу код Средчана може да се промијени — тренутно већина Средчана себе сматра Бошњацима, у одређеној ситуацији могуће је њихово српско, македонско или бугарском самоопредјељење. Па чак не мора бити ни словенско — може бити турско или албанско самоопредјељење. Често се питање етничке припадности рјешава са прагматичне тачке гледишта, доласком у ужу Србију, Средчани се могу сматрати Србима, а добијањем бугарског држављанства (ради могућности путовања и живота у земљама ЕУ) могу се сматрати Бугарима.
Промјену етничког самоопредјељења под утицајем спољних фактора показују резултати пописа у Средачкој жупи: већина Средчана се 1948. изјаснила као Албанци; 1953. — 40,8% као Албанци, 14,2% као Турци, 11,2% као неопредјељени Југословени; 1961. — Средчани су почели да се изјашњавају као Муслимани; 1981. — под притиском албанских власти, већина Средчана се изјаснила као Албанци; 1981. 70% Средчана и 1991. 75,1% се изјаснило као Муслимани; 2012. већина Средчана се изјаснила као Бошњаци.
Етничку, као и лингвистичку припадност словенско-муслиманских група јужне Метохије истраживачи из Србије, Сјеверне Македоније и Бугарске, најчешће одређују као српску, македонску или бугарску. Покрајинске власти Косова и Метохије предвођене Албанцима су у разним временима покушавале да Словене муслимане евидентирају као Албанце.
Словенска језичка заједница и супротстављеност другим етничким групама изражава се и у томе што Средчани склапају бракове најчешће унутар своје групе, док рјеђе ступају у брак са представницима других словенско-муслиманских група, а врло ријетко са представницима других етничких група (пожељније са Турцима, него са Албанцима).

## Језик
Главно средство комуникације међу становницима Средачке жупе и даље су средчански говори — сами Средчани их зову „нашенски”. Уобичајен назив је и „сретечски”, нарочито код Срба, а послије 1999. све чешће се користи назив „жупљански” или „жупски”. Основа средчанских говора је првенствено српска, творбене морфеме су у основи македонске. Нема оштрих разлика у говору православних и муслиманских заједница у Средачкој жупи — говоре истим дијалектом. Међутим, постоје неке карактеристике. Тако се у говорима одређених планинских муслиманских села у Средачкој жупи (Манастирица, Горње и Доње Љубиње, Небрегоште) примјећује утицај међудијалекатских контаката са горанским говорима. О таквим контактима нема тргова у говорима села која се налазе ближе Призренској Бистрици, гдје живи православно становништво Средачке жупе.
Атанасије Селишчев, који је проучавао словенске дијалекте у Македонији у првој половини 20. вијека, примјетио је да говор становништва Средачке жупе (заједно са Сириничком жупом) карактеришу особине двије језичке групе: српске и бугарске, нарочито бугарско-македонске.
Средчани стабилно чувају своје матичне дијалекте у свакодневном животу. Настава у школама Средачке жупе одвија се на бошњачком језику (раније на српском са екавским изговором, која је ближа Средчанима). Само у селу Мушниково, дјеца Средчана уче на албанском. Увођење, након успостављања проктетората УН на Косову и Метохији 1999, наставе на бошњачком језику као алтернативе настави на српском доприноси очувању словенске самосвијести и матерњег језика код већине словенских муслимана Косова и Метохије. Наставне планове и програме за одређени број школских предмета на бошњачком припремали су углавном наставници косметски Бошњаци. Неки од уџбеника су објављени на основу ових планова, неки су преведени са албанског, а неки донијети из Босне и Херцеговине. Бошњачке школе на Косову и Метохији комбиновале су албански наставни план и програм на Космету и бошњачки наставни план и програм у Босни и Херцеговини. Што се тиче књижевног стандарда, косметски Бошњаци се оријентишу на бошњачки језик, који функционише код Бошњака у БиХ. Стицање високог образовања на бошњачком језику на КиМ је ограничено, па Средчани по завршетку средње школе напуштају регију ради даљег школовања, чак и ако су се образовали на албанском језику. У Средачкој жупи практично нема билингвиста који истовремено говоре јужнословенским дијалектима и албанским језиком. Веб-сајтови Средчана најчешће су дизајниране на штокавском нарјечју са комбинацијом различитих норми српског или бошњачког језика. Бошњачки језик се користи током богослужења у џамији.
Стварање књижевних дјела и публикација народног стваралаштва у Средачкој жупи одвије се како на бошњачком, тако и на средачким говорима. На мјесном говору Мифтар Аџеми, родом из средачког села Доње Љубиње, објавио је књигу народних прича „Кажуење” и књигу народних пјесама „Поање”. Поред тога, Аџеми је створио сопствену верзију писма, коју је назвао „нашиница”, за средчански и горански говор. Азир Куличи (Аџо) из села Манастирица објавио је неколико збирки поезије на матерњем говору, од којих се истиче збирка „Под врхова од Шар-планина”. Узаир Ајрадини је објавио роман и неколико књига поезије, а на средачком говору је објављена само једна књига „Слуза у слунце”. Решат Фазли је објавио роман „Клетва”, а Мехмед Салковић је издао роман „Пут без повратка” са дијалозима на мјесном говору. Средчанска поезија, уз горанску и бошњачку поезију, објављена је у антологији бошњачке поезијие Косова и Санџака „Бијел бехар”, коју је саставио Алија Џоговић.
Средчански говор карактерише широка распрострањеност лексичких оријентализама. У поређењу са горанским говорима, оријентализми су у мањој мјери забиљежени у средчанским говорима.
Средчански говори су уједињени заједничким изоглосама са сусједним говоима Словена муслимана — горанским и подгорским. Заједничке изоглосе су настале углавном под утицајем дијалеката сјеверозападне Македоније. Ширењу дијалекатских обиљежја у словенским говорима јужне Метохије допринијели су блиски језички контакти који су повезивали различите групе Словена због њихове конфесионалне заједнице и сличне пастирске природе привреде. Најуочљивије разлике између средачких говора и осталих говора јужне Метохије везане су за њихову генезу. Ако је основа средачких говора призренско-јужноморавски са македонским обиљежјима у области морфологије, онда су горански говори заснова на обиљежјима западномакедонског дијалекта, а у подгорском говору основа је јужнометохијски српски тип са горанским утицајем.
У селу Горње Љубиње 2001. основана је радио-станица „Радио Астра”, која емитује програме на бошњачком језику. Неки програми се емитују и на мјесним говорима.

## Фолклор
У Средачкој жупи, крајем деведесетих година прошлог вијека, основан је фолклорни ансамбл „Шарски цвијет”. На репертоару ове групе су средачке пјесме и игре.